# Andrzej Fredro (zm. po 1591)
Andrzej Fredro herbu Bończa (zm. po 1591 roku) – wojski samborski w latach 1589–1591, żołnierz, stronnik Zamoyskiego.
Syn Stanisława i Magdaleny z Dobraczyna.
Poseł na sejm pacyfikacyjny 1589 roku z ziemi przemyskiej.